# Leptospermum wooroonooran
Leptospermum wooroonooran är en myrtenväxtart som beskrevs av Frederick Manson Bailey. Leptospermum wooroonooran ingår i släktet Leptospermum och familjen myrtenväxter. Inga underarter finns listade i Catalogue of Life.